# Görög Jenő-díj
A Görög Jenő-díj a BME Vegyészkaron évente oktatóknak adományozott díj, melyet kiváló oktatói, pedagógiai munkáért kaphat egy előadó.
A díjat a hallgatók döntése alapján ítélik oda, javaslatot a Kari Hallgatói Képviselet tesz.
A díjat Görög Jenő vegyészmérnök tiszteletére alapította a Kar, akit oktatói évei alatt kollégái, hallgatói is különösen tiszteltek és szerettek.

## Korábbi díjazottak
A díjat 1996 óta évente egy oktatónak osztották ki:
- 1996. Dr. Sawinssky János
- 1997. Dr. Novák Béla
- 1998. Dr. Vargha Viktória
- 1999. Dr. Fogassy Elemér
- 2001. Dr. Kalaus György
- 2002. Dr. Huszthy Péter
- 2003. Dr. Réczey Istvánné
- 2004. Dr. Kemény Sándor
- 2005. Dr. Pukánszky Béla
- 2006. Dr. Hornyánszky Gábor
- 2007. Dr. Sztatisz Janisz
- 2008. Dr. Hazai László
- 2009. Dr. Grofcsik András
- 2010. Dr. Bihátsi László
- 2011. Dr. Deák András
- 2012. Dr. Hell Zoltán
- 2013. Dr. Nagy József
- 2014. Dr. Koczka Béla
- 2015. Dr. Tömösközi Sándor
- 2016. Dr. Hórvölgyi Zoltán
- 2017. Dr. Faigl Ferenc
- 2018. Dr. Székely Edit
- 2019. Dr. Szarka András
- 2020. Dr. Gergely Szilveszter
- 2021. Dr. Mika László Tamás és Dr. Molnár Mónika
- 2022. Dr. Hazai László